# Holapogon maximus
Holapogon maximus és una espècie de peix pertanyent a la família dels apogònids i l'única del gènere Holapogon.

## Descripció
- Pot arribar a fer 25 cm de llargària màxima.
- 9 espines i 9 radis tous a l'aleta dorsal i 2 espines i 7 radis tous a l'anal.
- Aleta caudal amb lòbuls arrodonits.[7][8]

## Hàbitat
És un peix marí, demersal i de clima tropical que viu entre 83 i 100 m de fondària.

## Distribució geogràfica
Es troba a l'Índic occidental: el golf d'Oman i el Iemen.

## Observacions
És inofensiu per als humans.